# Joseph Nollekens

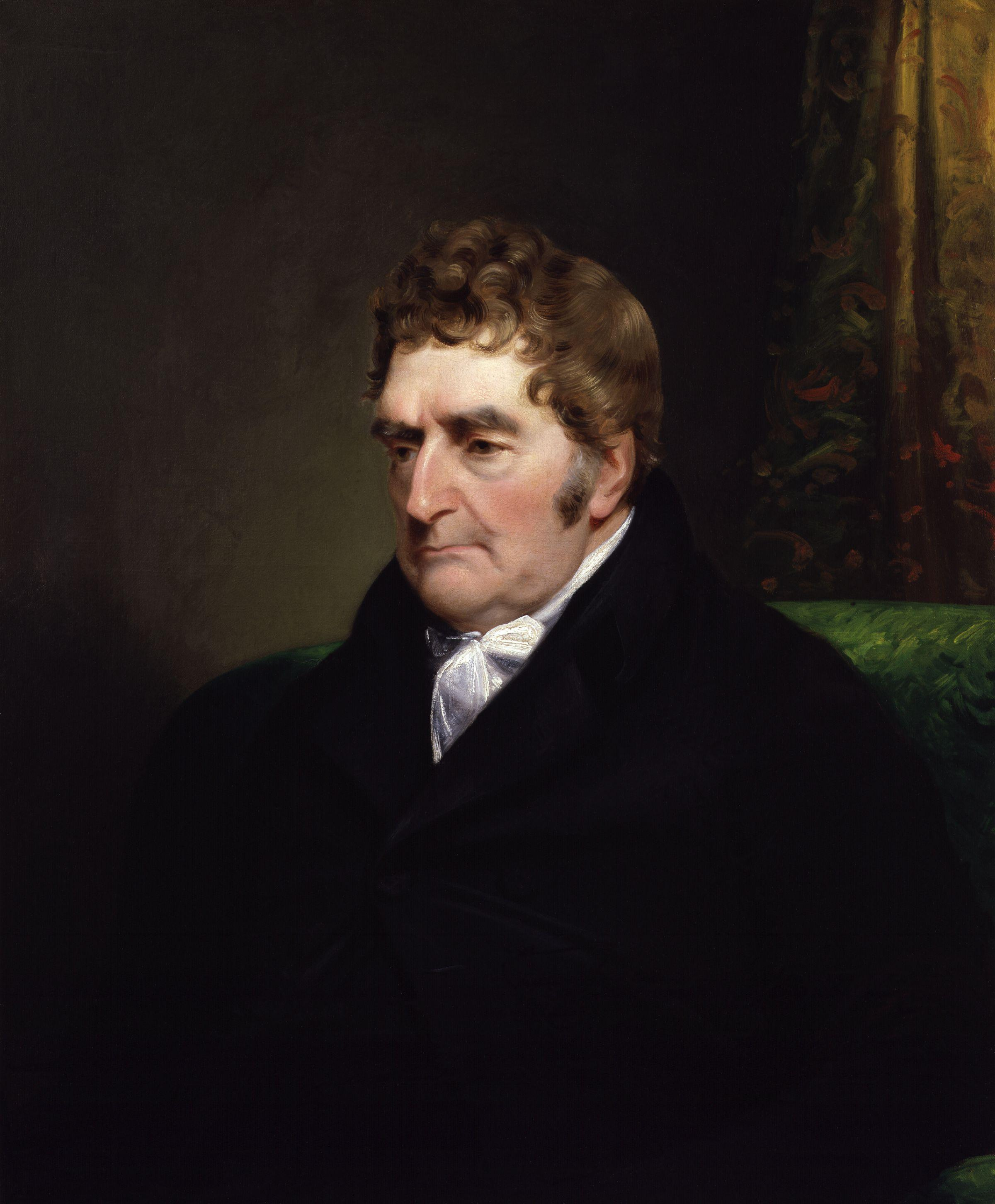
Portret Joseph Nollekens (ca. 1818) van James Lonsdale (National Portrait Gallery in Londen)

Joseph Nollekens (Londen, 11 augustus 1737 – aldaar, 23 april 1823) was een Engelse beeldhouwer.

## Leven en werk
Nollekens werd in Londen geboren als zoon van de Vlaamse schilder Joseph Francis Nollekens (1702-1748), die in 1733 van Antwerpen naar Londen verhuisde. In 1750, op dertienjarige leeftijd, ging hij in de leer bij de beeldhouwer Pieter Scheemakers. Hij werd diens medewerker tot 1762, toen hij naar Rome ging om zich verder te ontwikkelen. Hij bestudeerde de klassieke beeldhouwkunst en werkte in het atelier van Bartelomeo Cavaceppi. Zijn werkzaamheden bestonden uit het restaureren van beelden en het maken van kopieën van antieke sculpturen voor de handel. Zo maakte hij voor de Britse Lord Anson in 1768 een kopie van Castor en Pollux, dat zich thans in het Victoria and Albert Museum in Londen bevindt.
In 1770 keerde hij terug naar Londen en in 1772 werd hij benoemd tot lid van de in 1768 bij koninklijk besluit opgerichte Royal Academy in Burlington House. Nollekens stond onder patronage van koning George III van het Verenigd Koninkrijk en maakte ook diens portretbuste. Hij was Londens meest gevraagde portrettist en werd vooral gevraagd door de Britse aristocratie. Ook kreeg hij vele opdrachten voor neoclassicistische, marmeren sculpturen en monumenten, onder andere voor Wentworth House in Wentworth (Cambridgeshire): een standbeeld voor Thomas Watson-Wentworth, 1st Marquess of Rockingham en vier marmeren beelden voor een toekomstige beeldengalerij, die er niet is gekomen. De beelden bevinden zich thans in musea: Diana in het Victoria and Albert Museum in Londen en Juno, Minerva en Diana in het J. Paul Getty Museum in Los Angeles.

## Werken (selectie)

### Rome
- 1762 Timoclea before Alexander
- 1768 Mercury and Venus chiding Cupid
- 1768 Castor and Pollux, Victoria and Albert Museum, Londen

### Londen
- 1773/76 Three Goddesses[2], J. Paul Getty Museum, Los Angeles:
  - 1773 Juno
  - 1775 Minerva
  - 1776 Venus
- 1778 Diana, Victoria and Albert Museum
- 1784 Monument voor bisschop Samuel Peploe in de kathedraal van Chester in Chester
- 1807 Buste Charles Townley
- 1812 Buste Spencer Perceval (naar diens dodenmasker), Pitzhanger Manor in Londen
- ---- Buste Francis Russell, 5th Duke of Bedford, Cantor Center for Visual Arts in Californië
- ---- Buste William Pitt the Younger
- ---- Buste Elizabeth Bingham, California Palace of the Legion of Honor in San Francisco
- ---- Buste Charles Watson-Wentworth

## Fotogalerij

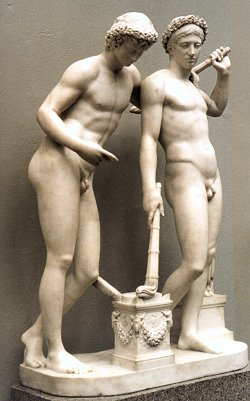
Castor and Pollux (1768)
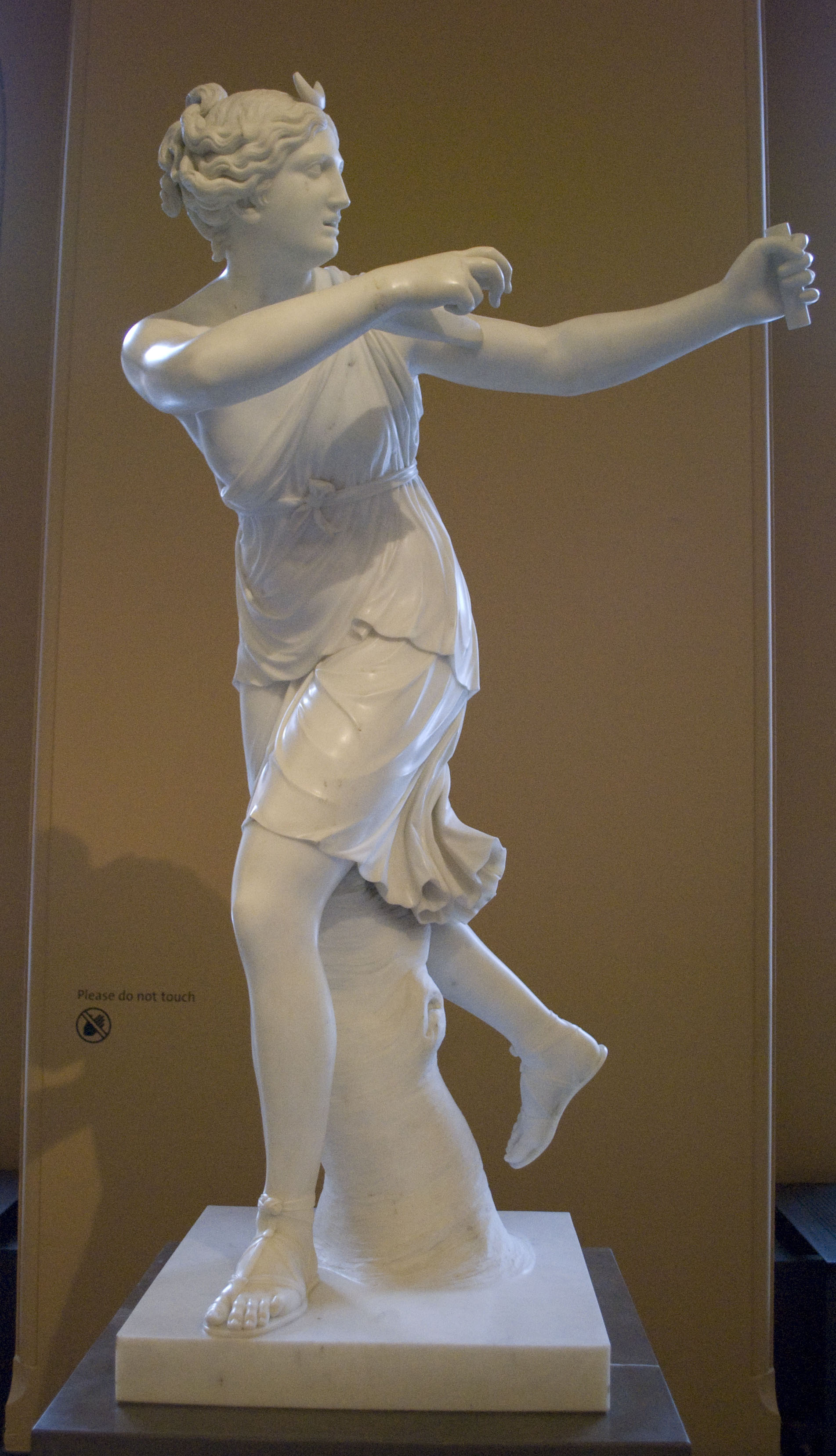
Diana (1778)
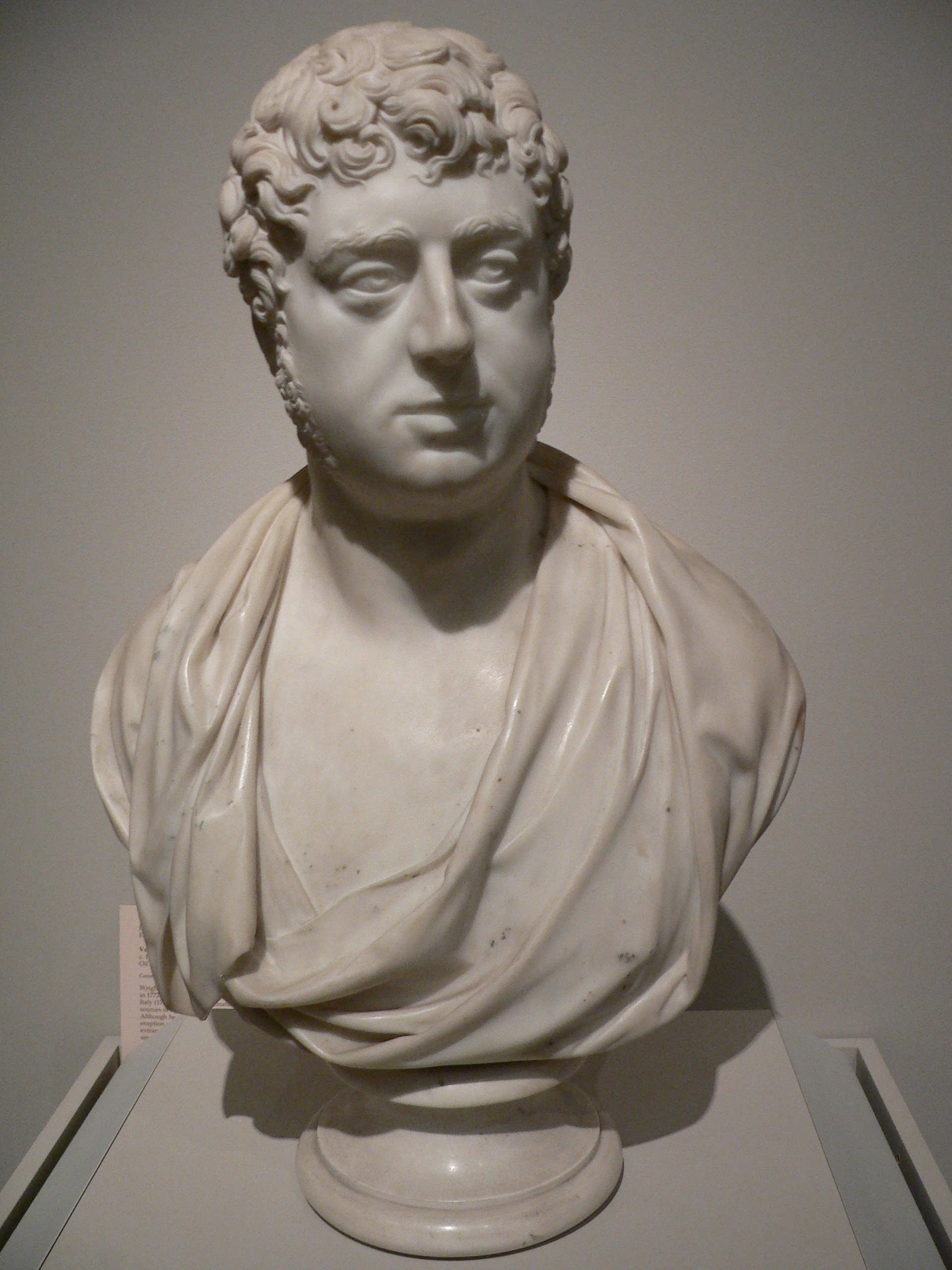
Francis Russell, Duke of Bedford
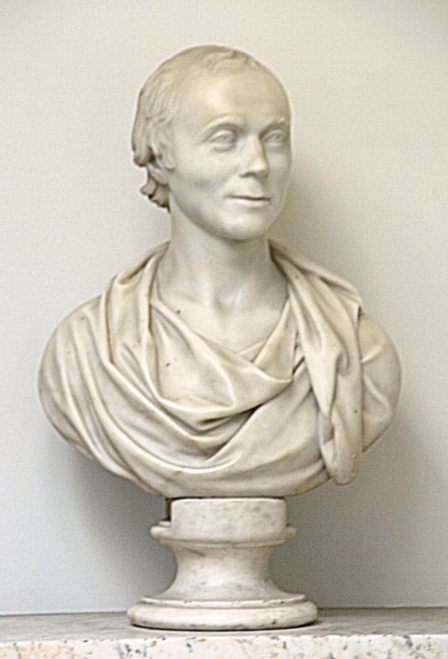
Spencer Perceval
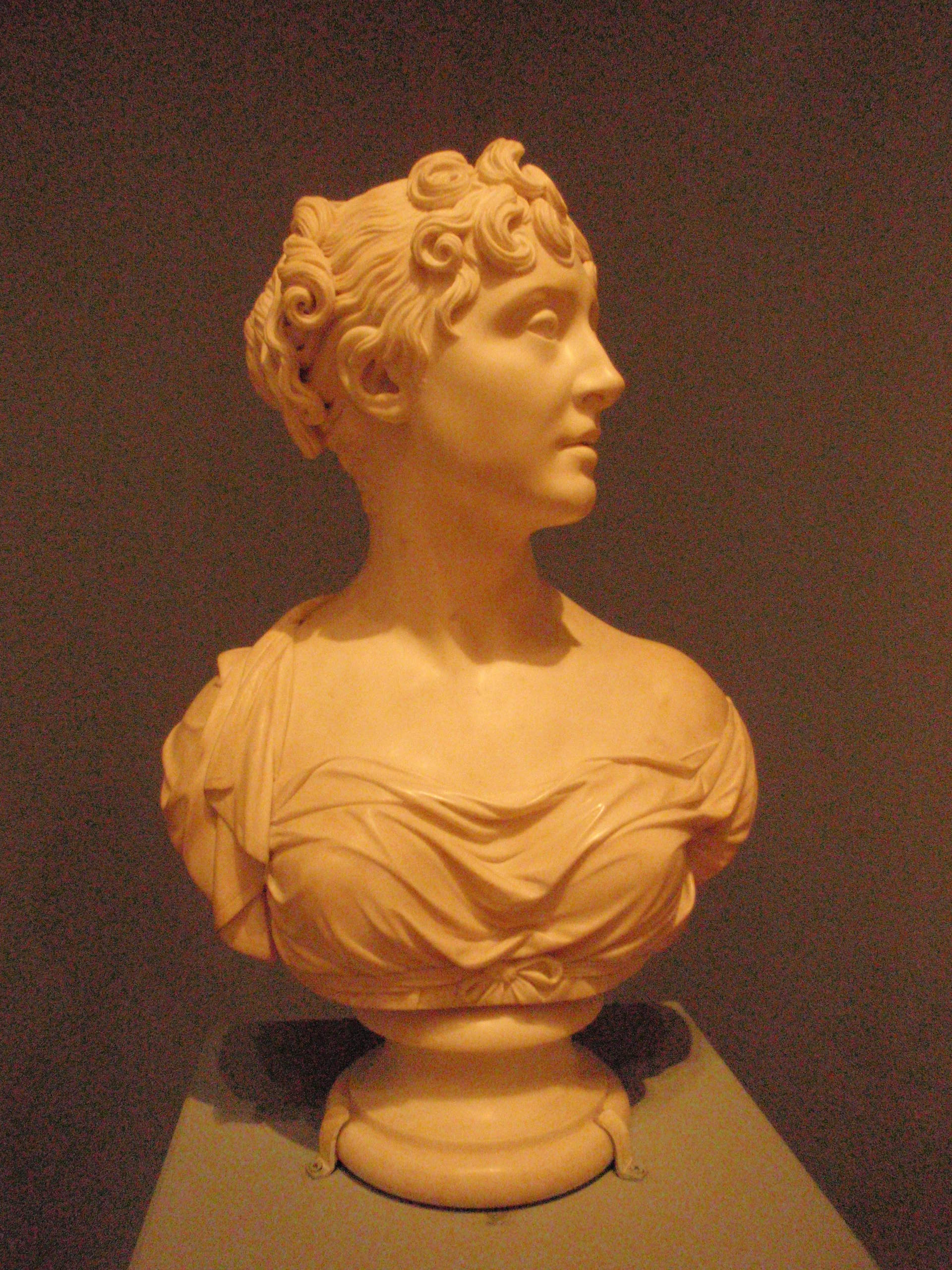
Lady Elizabeth Bingham